# Grand Prix w Piłce Siatkowej Kobiet 1998
Grand Prix w piłce siatkowej kobiet 1998 - siatkarski turniej rozegrany w dniach 21 sierpnia-13 września 1998 r. 
W Grand Prix brało udział 8 reprezentacji narodowych. Finał turniej odbył się w Hongkongu.

## Uczestnicy
| Ameryka Północna/Południowa     | Azja                           | Europa       |
| ------------------------------- | ------------------------------ | ------------ |
| Brazylia Kuba Stany Zjednoczone | Korea Południowa Chiny Japonia | Rosja Włochy |

## Faza eliminacyjna

### Pierwszy weekend

#### Grupa A
Makau
| Data  | Drużyna 1 | Wynik | Drużyna 2 | 1     | 2     | 3     | 4     | 5     | * |
| ----- | --------- | ----- | --------- | ----- | ----- | ----- | ----- | ----- | - |
| 21.08 | Rosja     | 3:0   | Japonia   | 15:6  | 15:8  | 15:10 |       |       |   |
| 21.08 | Brazylia  | 2:3   | Włochy    | 13:15 | 11:15 | 15:2  | 15:12 | 13:15 |   |
| 22.08 | Włochy    | 0:3   | Rosja     | 11:15 | 10:15 | 8:15  |       |       |   |
| 22.08 | Japonia   | 3:2   | Brazylia  | 9:15  | 8:15  | 15:6  | 15:10 | 15:13 |   |
| 23.08 | Włochy    | 3:1   | Japonia   | 8:15  | 15:3  | 16:14 | 16:14 |       |   |
| 23.08 | Rosja     | 3:0   | Brazylia  | 15:13 | 15:7  | 15:9  |       |       |   |

#### Grupa B
Chongqing
| Data  | Drużyna 1         | Wynik | Drużyna 2         | 1     | 2     | 3     | 4    | 5 | * |
| ----- | ----------------- | ----- | ----------------- | ----- | ----- | ----- | ---- | - | - |
| 21.08 | Stany Zjednoczone | 0:3   | Kuba              | 6:15  | 8:15  | 6:15  |      |   |   |
| 21.08 | Korea Południowa  | 0:3   | Chiny             | 15:17 | 13:15 | 5:15  |      |   |   |
| 22.08 | Kuba              | 3:0   | Korea Południowa  | 15:8  | 15:11 | 15:12 |      |   |   |
| 22.08 | Chiny             | 3:0   | Stany Zjednoczone | 15:6  | 15:8  | 15:9  |      |   |   |
| 23.08 | Korea Południowa  | 3:1   | Stany Zjednoczone | 8:15  | 15:12 | 15:7  | 15:6 |   |   |
| 23.08 | Kuba              | 3:0   | Chiny             | 15:10 | 16:14 | 15:13 |      |   |   |

### Drugi weekend

#### Grupa C
Fengshan
| Data  | Drużyna 1        | Wynik | Drużyna 2        | 1     | 2     | 3     | 4     | 5     | * |
| ----- | ---------------- | ----- | ---------------- | ----- | ----- | ----- | ----- | ----- | - |
| 28.08 | Korea Południowa | 0:3   | Kuba             | 14:16 | 10:15 | 5:15  |       |       |   |
| 28.08 | Japonia          | 0:3   | Brazylia         | 3:15  | 4:15  | 8:15  |       |       |   |
| 29.08 | Kuba             | 3:0   | Japonia          | 15:10 | 15:9  | 15:7  |       |       |   |
| 29.08 | Brazylia         | 3:2   | Korea Południowa | 15:13 | 8:15  | 15:12 | 7:15  | 15:6  |   |
| 30.08 | Korea Południowa | 3:2   | Japonia          | 8:15  | 15:7  | 17:15 | 14:16 | 15:12 |   |
| 30.08 | Brazylia         | 3:1   | Kuba             | 15:9  | 11:15 | 15:10 | 15:6  |       |   |

#### Grupa D
Bangkok
| Data  | Drużyna 1         | Wynik | Drużyna 2         | 1     | 2     | 3     | 4     | 5 | * |
| ----- | ----------------- | ----- | ----------------- | ----- | ----- | ----- | ----- | - | - |
| 28.08 | Włochy            | 0:3   | Rosja             | 12:15 | 9:15  | 10:15 |       |   |   |
| 28.08 | Stany Zjednoczone | 0:3   | Chiny             | 2:15  | 4:15  | 5:15  |       |   |   |
| 29.08 | Rosja             | 3:2   | Stany Zjednoczone | 13:15 | 15:11 | 15:6  | 8:15  |   |   |
| 29.08 | Chiny             | 3:1   | Włochy            | 15:10 | 15:13 | 13:15 | 7:15  |   |   |
| 30.08 | Włochy            | 3:1   | Stany Zjednoczone | 7:15  | 15:13 | 15:13 | 15:7  |   |   |
| 30.08 | Chiny             | 3:1   | Rosja             | 5:15  | 15:7  | 15:10 | 15:12 |   |   |

### Trzeci weekend

#### Grupa E
Ćennaj
| Data | Drużyna 1        | Wynik | Drużyna 2        | 1     | 2     | 3     | 4     | 5     | * |
| ---- | ---------------- | ----- | ---------------- | ----- | ----- | ----- | ----- | ----- | - |
| 4.09 | Korea Południowa | 1:3   | Rosja            | 9:15  | 14:16 | 15:12 | 8:15  |       |   |
| 4.09 | Włochy           | 1:3   | Kuba             | 14:16 | 9:15  | 15:10 | 10:15 |       |   |
| 5.09 | Kuba             | 3:0   | Korea Południowa | 15:5  | 15:2  | 15:5  |       |       |   |
| 5.09 | Rosja            | 3:0   | Włochy           | 15:7  | 15:7  | 15:10 |       |       |   |
| 6.09 | Włochy           | 3:2   | Korea Południowa | 13:15 | 15:8  | 6:15  | 15:12 | 15:10 |   |
| 6.09 | Kuba             | 3:2   | Rosja            | 8:15  | 15:4  | 15:12 | 3:15  | 15:13 |   |

#### Grupa F
Szanghaj
| Data | Drużyna 1 | Wynik | Drużyna 2         | 1     | 2     | 3     | 4    | 5 | * |
| ---- | --------- | ----- | ----------------- | ----- | ----- | ----- | ---- | - | - |
| 4.09 | Chiny     | 3:1   | Japonia           | 11:15 | 15:7  | 15:2  | 15:6 |   |   |
| 4.09 | Brazylia  | 3:0   | Stany Zjednoczone | 15:6  | 15:7  | 15:6  |      |   |   |
| 5.09 | Brazylia  | 3:0   | Japonia           | 15:3  | 15:12 | 15:6  |      |   |   |
| 5.09 | Chiny     | 3:0   | Stany Zjednoczone | 15:8  | 15:1  | 15:3  |      |   |   |
| 6.09 | Japonia   | 3:0   | Stany Zjednoczone | 15:5  | 15:12 | 15:7  |      |   |   |
| 6.09 | Brazylia  | 3:0   | Chiny             | 15:6  | 15:8  | 15:13 |      |   |   |

### Tabela fazy eliminacyjnej
| Lp. | Drużyna           | Pkt | Mecze | Mecze | Mecze | Sety | Sety | Sety  | Małe punkty | Małe punkty | Małe punkty |
| Lp. | Drużyna           | Pkt | M     | W     | P     | wyg. | prz. | ratio | zdob.       | str.        | ratio       |
| --- | ----------------- | --- | ----- | ----- | ----- | ---- | ---- | ----- | ----------- | ----------- | ----------- |
| 1   | Kuba              | 17  | 9     | 8     | 1     | 25   | 6    | 4.167 | 424         | 318         | 1.333       |
| 2   | Rosja             | 16  | 9     | 7     | 2     | 24   | 9    | 2.667 | 452         | 347         | 1.303       |
| 3   | Chiny             | 16  | 9     | 7     | 2     | 21   | 9    | 2.333 | 402         | 297         | 1.354       |
| 4   | Brazylia          | 15  | 9     | 6     | 3     | 22   | 12   | 1.833 | 451         | 349         | 1.292       |
| 5   | Włochy            | 13  | 9     | 4     | 5     | 14   | 21   | 0.667 | 415         | 462         | 0.898       |
| 6   | Korea Południowa  | 11  | 9     | 2     | 7     | 11   | 24   | 0.458 | 394         | 470         | 0.838       |
| 7   | Japonia           | 11  | 9     | 2     | 7     | 10   | 23   | 0.435 | 334         | 443         | 0.754       |
| 8   | Stany Zjednoczone | 9   | 9     | 0     | 9     | 4    | 27   | 0.148 | 255         | 441         | 0.578       |

Źródło: 
Punktacja: zwycięstwo – 2 pkt; porażka – 1 pkt
     awans do półfinału

## Faza finałowa

### Półfinały
| Data  | Drużyna 1 | Wynik | Drużyna 2 | 1    | 2     | 3     | 4     | 5     | * |
| ----- | --------- | ----- | --------- | ---- | ----- | ----- | ----- | ----- | - |
| 12.09 | Brazylia  | 3:0   | Kuba      | 15:6 | 17:16 | 11:15 | 17:15 |       |   |
| 12.09 | Rosja     | 3:2   | Chiny     | 4:15 | 15:11 | 15:13 | 10:15 | 15:13 |   |

### Mecz o 3. miejsce
| Data  | Drużyna 1 | Wynik | Drużyna 2 | 1    | 2    | 3    | 4    | 5 | * |
| ----- | --------- | ----- | --------- | ---- | ---- | ---- | ---- | - | - |
| 13.09 | Kuba      | 3:1   | Chiny     | 3:15 | 15:8 | 15:9 | 15:7 |   |   |

### Finał
| Data  | Drużyna 1 | Wynik | Drużyna 2 | 1     | 2     | 3    | 4 | 5 | * |
| ----- | --------- | ----- | --------- | ----- | ----- | ---- | - | - | - |
| 13.09 | Brazylia  | 3:0   | Rosja     | 15:11 | 15:13 | 15:9 |   |   |   |

## Klasyfikacja końcowa
| Miejsce | Reprezentacja     |
| ------- | ----------------- |
| złoto   | Brazylia          |
| srebro  | Rosja             |
| brąz    | Kuba              |
| 4.      | Chiny             |
| 5.      | Włochy            |
| 6.      | Korea Południowa  |
| 7.      | Japonia           |
| 8.      | Stany Zjednoczone |